# Porta San Nazario
Porta San Nazario o del Soccorso (Pôrta San Nazzèr in dialetto reggiano) era una porta inserita nelle mura medioevali della città di Reggio Emilia. Più precisamente si può inserire questa porta nell'insieme delle postierle, ovvero tutte quelle porte medioevali di Reggio interrate con la costruzione delle nuove mura nel 1551. Sorgeva dove oggi viale Allegri si incontra con la circonvallazione (viale Isonzo).

## Storia
La porta venne costruita nel 1230, veniva soprattutto utilizzata per far entrare in città la processione proveniente dal monastero di San Prospero, sito fuori le mura. Con la costruzione della cittadella (ora parco del Popolo, la porta divenne di fondamentale importanza. Infatti in caso di rivolta della città, gli occupanti della cittadella, che spesso erano la causa della rivolta, potevano fuggire senza correre rischio verso Mantova, che era collegata a Reggio con una strada che partiva proprio da Porta San Nazario. Da ciò la porta viene anche chiamata del Soccorso.